# 茹瑺
茹瑺（？—1409年），湖廣行省潭州府衡山縣（今湖南省衡陽市衡山縣）人，明朝政治人物。忠誠伯。

## 簡介
洪武年間，其由國子監生除承敕郎，歷任通政使。因勤勉而受明太祖赏识。洪武二十三年，拜右副都御史，又試兵部尚書，之后實授之，加太子少保。明惠帝即位后，改为吏部尚书，与黄子澄有大矛盾而不容，刑部尚书暴昭检举其受贿，后改任河南布政司事。之后再次召入为兵部尚书。
燕王朱棣攻入龍潭时，明惠帝派遣茹瑺、曹國公李景隆、都督同知王佐到燕军前议和。茹瑺见到朱棣，伏地流汗，不敢说一言。朱棣说：“你们要说什么就说便是，至于这么恐惧的么？”之后，茹瑺才说是奉詔割地講和。朱棣笑道：“我没有罪过却被削为平民，现在救死，又拿什么割地来说！况且明太祖封各位皇子，已经各有封地了。如果惠宗把奸臣送过来，我自解甲謁孝陵歸藩。”茹瑺等人唯唯頓首且还。明成祖攻入南京后，召见茹瑺，茹瑺为首劝朱棣即位。明成祖即位后，下诏称茹瑺、李景隆、王佐、陳瑄等人侍奉明太祖有忠，功劳甚大。封茹瑺为忠誠伯，食祿一千石，終其身。仍然给兵部尚書、太子少保。选其子茹鑒为秦府長安郡主儀賓。
茹瑺归朝时，因为不送赵王而被连坐，遣送歸乡里。之后为家人诉讼而逮捕入京，后释放归还。经过長沙时不拜謁谷王，谷王因此上奏。当时明朝注重藩王礼节，谷王又开金川門有功，朱棣向着他。此时陳瑛遂弹劾茹瑺违背祖制，逮下錦衣獄。茹瑺知祸不免，命其子茹銓到集市买毒药服之去世。三法司劾茹銓毒杀其父，請以謀殺父母論罪。後以茹銓承认是承父命，后被減死，與兄弟家屬二十七人謫戍廣西河池。明仁宗立，釋還。明宣宗时，归还所沒田廬。